# Enrico Bombieri
Enrico Bombieri (nacido el 26 de noviembre de 1940 en Milán) es un matemático italiano. Actualmente se desempeña en el Instituto de Estudios Avanzados de Princeton. Es conocido por sus trabajos en el campo de la teoría de números, geometría algebraica, y análisis matemático. Recibió la Medalla Fields en 1974.
El teorema de Bombieri-Vinográdov es una de las principales aplicaciones la método de la criba amplia. Representa una mejora del teorema de Dirichlet sobre los números primos en las progresiones aritméticas. Muestra que si se promedia sobre el módulen un rango dado, el error medio es mucho menor que el que puede obtenerse en un caso. Este resultado puede a veces ser utilizado en vez de la hipótesis generalizada de Riemann, que aún no posee demostración.
En 1976, inventó la técnica conocida como criba asintótica.